# DeJean Brown
DeJean Brown ist ein US-amerikanischer Schauspieler, Fotograf und ehemaliger Fitnesstrainer.

## Leben
Von 1991 bis 2016 war Brown als Fitnesscoach in seinem eigenen Studio Shape Shifters in Phoenix im US-Bundesstaat Arizona tätig.
Ab 2011 besuchte er die Arizona Actors Academy, wo er das Schauspiel lernte, ab 2016 folgten weitere Schauspiellehrgänge an der John Lacy Group. Von 2010 bis 2012 war er Mitglied bei den Arizona Rough Riders. Seit seinen ersten Schritten zum Schauspieler ist er bei der FORD/Robert Black Agency unter Vertrag, seit März 2016 zusätzlich bei der LoveStone Agency. Er lebt im kalifornischen Oceanside und arbeitet seit Januar 2019 als selbstständiger Fotograf.
Brown debütierte Mitte der 2010er in einer Reihe von Kurzfilmen als Filmschauspieler. 2017 übernahm er unter anderem in dem Katastrophenfilm Oceans Rising die größere Rolle des Earl und die männliche Hauptrolle des Chris Broche in der Romanze The View from Here. Er durfte zudem Besetzungen in den Fernsehserien Love, Hyperlinked und Casual übernehmen. In den nächsten Jahren folgten weitere Episodenrollen in Fernsehserien wie Famous in Love, Criminal Minds, Yellowstone, S.W.A.T., Good Trouble, Station 19, Hollywood und 9-1-1. 2019 übernahm er in insgesamt fünf Episoden der Mini-Serie Who You Are die Rolle des Daryl Mundi.

## Filmografie
- 2014: God Help Our Angels (Kurzfilm)
- 2015: Mirror Mirror (Kurzfilm)
- 2015: Miracorp (Kurzfilm)
- 2016: The Guardian (Kurzfilm)
- 2017: Oceans Rising
- 2017: Love (Fernsehserie, Episode 2x11)
- 2017: Let’s Do It (Kurzfilm)
- 2017: Hyperlinked (Fernsehserie, Episode 1x08)
- 2017: Casual (Fernsehserie, Episode 3x09)
- 2017: The View from Here
- 2018: Famous in Love (Fernsehserie, Episode 2x01)
- 2018: Criminal Minds (Fernsehserie, Episode 13x20)
- 2018: Yellowstone (Fernsehserie, Episode 1x09)
- 2018: Sorry for Your Loss (Fernsehserie, Episode 1x04)
- 2018: The Axiom – Tor zur Hölle (The Axiom)
- 2018: A Work of Heart (Kurzfilm)
- 2018: Villains Anonymous (Kurzfilm)
- 2019: Split Lip
- 2019: S.W.A.T. (Fernsehserie, Episode 2x15)
- 2019: Good Trouble (Fernsehserie, Episode 1x11)
- 2019: The Other (Kurzfilm)
- 2019: Station 19 (Fernsehserie, Episode 2x15)
- 2019: Who You Are (Mini-Serie, 5 Episoden)
- 2020: Hollywood (Mini-Serie, Episode 1x07)
- 2020: 9-1-1 (Fernsehserie, Episode 3x18)
- 2021: Launchpad (Mini-Serie, Episode 1x02)